# Jigsaw (rançongiciel)
Pour les articles homonymes, voir Jigsaw.
Jigsaw est un logiciel malveillant, qui chiffre des fichiers (ces virus étant connus sous le nom de ransomware ou rançongiciel en français) créé en 2016. Intitulé initialement BitcoinBlackmailer, il est devenu plus tard Jigsaw en raison de son image de Billy the Puppet de la série de films Saw. Le logiciel malveillant chiffre des fichiers informatiques et les supprime progressivement, sauf si une rançon est versée pour déchiffrer les fichiers.

## Histoire
Jigsaw est conçu en avril 2016 et publié une semaine après sa création. Il est conçu pour être diffusé via des pièces jointes malveillantes dans des spams. Jigsaw est activé si un utilisateur télécharge le programme malveillant qui chiffrera tous les fichiers de l'utilisateur et l'enregistrement de démarrage principal , appelée aussi « Master Boot Record » en anglais, abrégée en MBR. À la suite de cela, un popup contenant Billy the Puppet apparaîtra avec la demande de rançon dans le style du personnage Jigsaw de Saw (une version incluant la ligne « Je veux jouer à un jeu » de la série) pour bitcoin en échange du déchiffrement des fichiers. Si la rançon n'est pas payée au bout d'une heure après le lancement, un fichier sera supprimé. Ensuite, pour chaque heure sans paiement de rançon, le nombre de fichiers supprimés augmente de façon exponentielle de quelques centaines à des milliers de fichiers jusqu'à ce que tous les fichiers de l'ordinateur soit effacés après 72 heures. Toute tentative de redémarrage de l'ordinateur ou de mettre fin au processus de Jigsaw entraînera la suppression de 1 000 fichiers. Une nouvelle mise à jour permet également des menaces pour DOX la victime en révélant leurs renseignements personnels en ligne.
Jigsaw est censé être soit Firefox, soit Dropbox dans le gestionnaire de tâches. Comme le code de Jigsaw a été écrit en .NET Framework , il est possible d’utiliser une technique de rétro-ingénierie pour déchiffrer les fichiers sans payer la rançon.
The Register écrit que « L'utilisation d'images de films d'horreur et de références pour provoquer la détresse chez la victime est une nouvelle façon de faire. »   